# Bengalezi
Bengalezi (singular Bengalezi , în bengaleză বাঙ্গালী/বাঙালি pronunție în bengaleză [baŋgali, baŋali] ⓘ), menționați și ca Bangalee sau poporul bengalez, reprezintă un grup etnolingvistic indo-arian originar din regiunea Bengal a Asiei de Sud, cu care are afinități culturale. Populația actuală locuiește în statul independent Bangladesh, în statele indiene Bengalul de Vest și Tripura și în unele părți din statele indiene Assam, Meghalaya și Manipur. Majortatea etnicilor bengalezi vorbesc bengaleza, o limbă din familia de limbi indo-ariene.
Bengalezii sunt al treilea grup etnic ca mărime din lume, după chinezii Han și arabi. Astfel, ei sunt cel mai mare grup etnic indo-european și cel mai mare grup etnic din Asia de Sud. În afară de Bangladesh, statele indiene Bengalul de Vest, Tripura și Manipur și Valea Barak din statul indian Assam, există populații majoritar bengaleze pe teritoriul insulelor Andaman și Nicobar (care aparțin Indiei) și populații semnificative în statele indiene Arunachal Pradesh, Delhi, Odisha, Chhattisgarh, Jharkhand, Mizoram, Nagaland și Uttarakhand, precum și în provincia nr. 1 a Nepalului. Diaspora bengaleză globală (bengalezi originari din Bangladesh și bengalezi originari din India) are comunități stabile în Orientul Mijlociu, Pakistan, Myanmar, Regatul Unit, Statele Unite ale Americii, Malaezia, Italia, Singapore, Insulele Maldive, Canada, Australia, Japonia și Coreea de Sud.
Bengalezii sunt un grup divers în ceea ce privește afilierea și practicile religioase. Astăzi, aproximativ 67% sunt musulmani, dar există o comunitate minoritară mare de hinduși și comunități semnificative de creștini și budiști. Bengalezii musulmani, care trăiesc în principal în Bangladesh, aparțin în primul rând ramurii sunite. Bengalezii hinduși, care trăiesc în principal în statele indiene Bengalul de Vest, Tripura, Valea Barak din Assam și insulele Andaman și Nicobar, urmează în general șaktismul⁠(d) sau vaishnavismul⁠(d), pe lângă adorarea zeităților regionale. Există, de asemenea, comunități de bengalezi creștini, dintre care un număr mare sunt descendenți ai navigatorilor portughezi, precum și bengalezi budiști, care aparțin în majoritate grupului etnic barua⁠(d) vorbitor de bengaleză din regiunile Chittagong și Rakhine (care nu trebuie confundați cu alți budiști din Bangladesh care aparțin unor grupuri etnice diferite).
La fel ca orice grup cultural mare din istorie, bengalezii au adus contribuții și au influențat foarte mult diverse domenii, în special artele și arhitectura, limba, folclorul, literatura, politica, activitățile militare, afacerile, știința și tehnologia.

## Nume

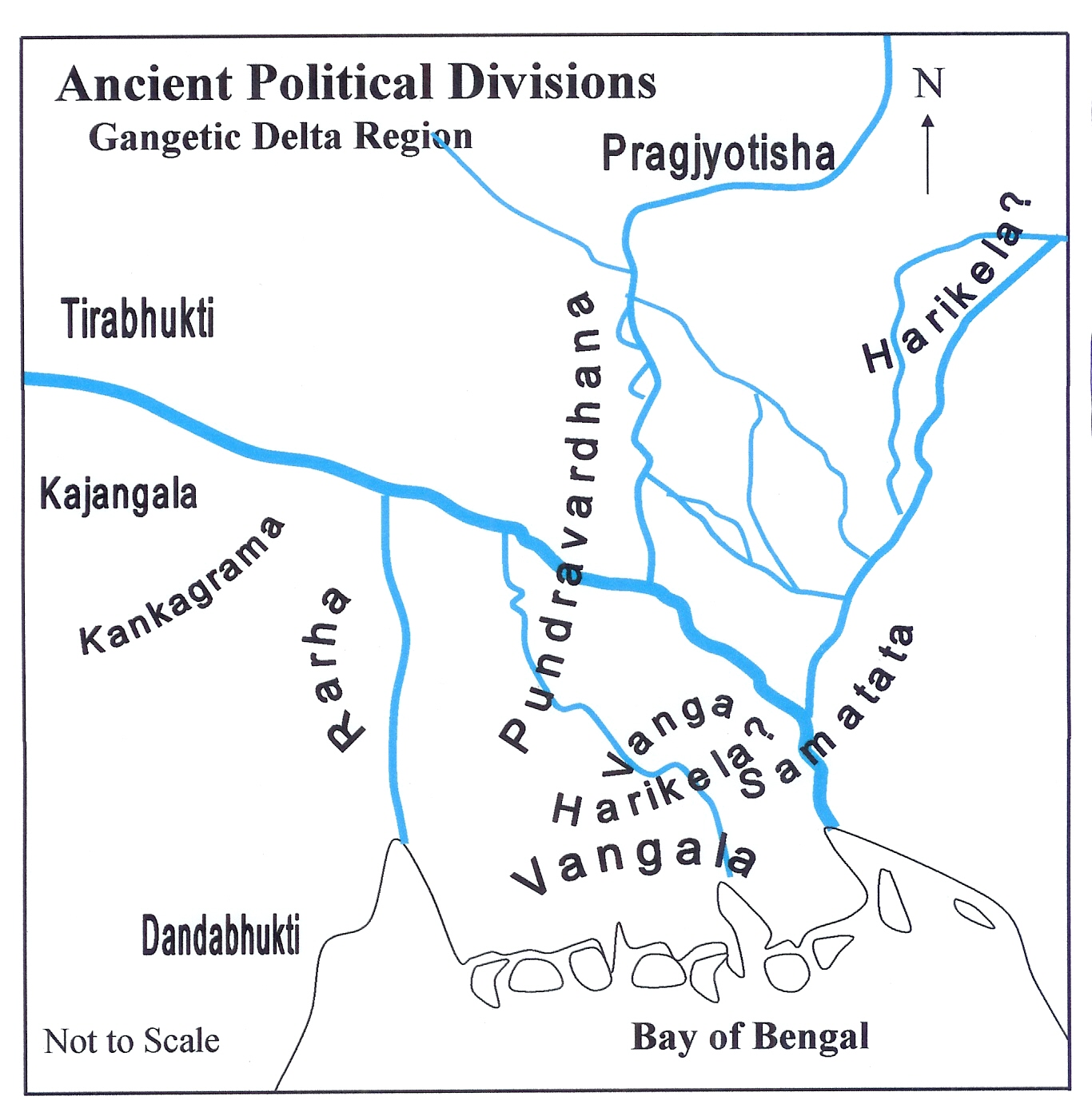
Vechile diviziuni politice ale Deltei Gangelui.

Termenul „bengalez” este folosit în general cu referire la cineva ale cărui origini ancestrale, culturale sau lingvistice sunt din Bengal. Bengalezii indo-arieni sunt diferențiați etnic de triburile non-indo-ariene care locuiesc în Bengal. Etnonimul lor, Bangali, împreună cu numele nativ al limbii și al regiunii Bangla, sunt derivate ambele din Bangālah, denumirea persană a regiunii. Înainte de expansiunea musulmană, nu exista un teritoriu administrativ unitar cu acest nume, deoarece regiunea era împărțită în numeroase diviziuni geopolitice. Cele mai cunoscute dintre acestea au fost Vaṅga (din care se crede că derivă numele Bangālah) în sud, Rāṛha⁠(d) în vest, Puṇḍravardhana⁠(d) și Varendra⁠(d) în nord și Samataṭa⁠(d) și Harikela⁠(d) în est. În cele mai vechi timpuri, populația acestei regiuni se identifica în funcție de aceste diviziuni. Textele vedice, cum ar fi Mahābhārata, menționează populația Puṇḍra.
Statul istoric Vaṅga (bôngô în bengaleză), situat în actuala diviziune Barisal, este considerat de istoricii timpurii ai tradițiilor avraamice și dharmice ca provenind de la un om care s-a stabilit în această zonă, deși această ipoteză este respinsă adesea ca fiind o legendă. Primii genealogiști avraamici sugeraseră că acest bărbat era Bang, un fiu al lui Hind care era, la rândul său, fiul lui Ham (fiul lui Noe). În schimb, vechile scrieri sanscrite Mahabharata, Purana⁠(d) și Harivamsha⁠(d) afirmă că Vaṅga era fondatorul Regatului Vaṅga și unul dintre fiii adoptați ai regelui Vali. Statul Vaṅga a devenit cunoscut mai târziu sub numele de Vaṅgāla (Bôngal) și cea mai veche atestare a ei provine din plăcile Nesari (805 e.n.) ale lui Govinda al III-lea, care îl menționează pe Dharmapāla ca regele său. Cronicile din vremea regelui Rajendra Chola I⁠(d) din dinastia Chola, care a invadat Bengalul în secolul al XI-lea, îl menționează pe Govindachandra drept conducătorul statului Vaṅgāladeśa (un cuvânt sanscrit înrudit cu Bangladesh, care era din punct de vedere istoric un endonim sinonim al Bengalului). Istoricul din secolul al XVI-lea Abu'l-Fazl ibn Mubarak⁠(d) menționează în cronica istorică ʿAin-i-Akbarī⁠(d) că adăugarea sufixului „al” provine din faptul că vechii rajahi ai țării au înălțat movile de pământ (numite „al”) de 10 picioare înălțime și 20 de picioare lățime în câmpiile de la poalele dealurilor. Acest lucru este menționat și în cartea de istorie Riyāz us-Salāṭīn⁠(d) (1788) a lui Ghulam Husain Salim⁠(d).
În anul 1352 d.Hr., un nobil musulman pe nume Shamsuddin Ilyas Shah⁠(d) a unit regiunea într-o entitate politică cunoscută sub numele de Sultanatul Bengal și s-a proclamat ca Shāh-i-Bangālīyān. În această perioadă limba bengaleză a intrat, de asemenea, sub patronajul statului și a putut să se dezvolte în plan literar. Astfel, Ilyas Shah a oficializat efectiv identitatea socio-lingvistică a locuitorilor regiunii ca bengalezi, în funcție de limbă, cultură și stat.

## Răspândirea geografică

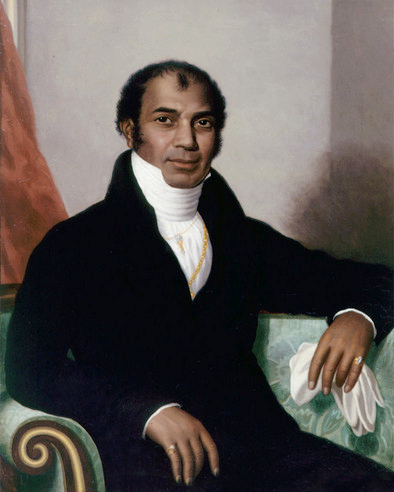
este considerat cel care a introdus șamponul în Europa.

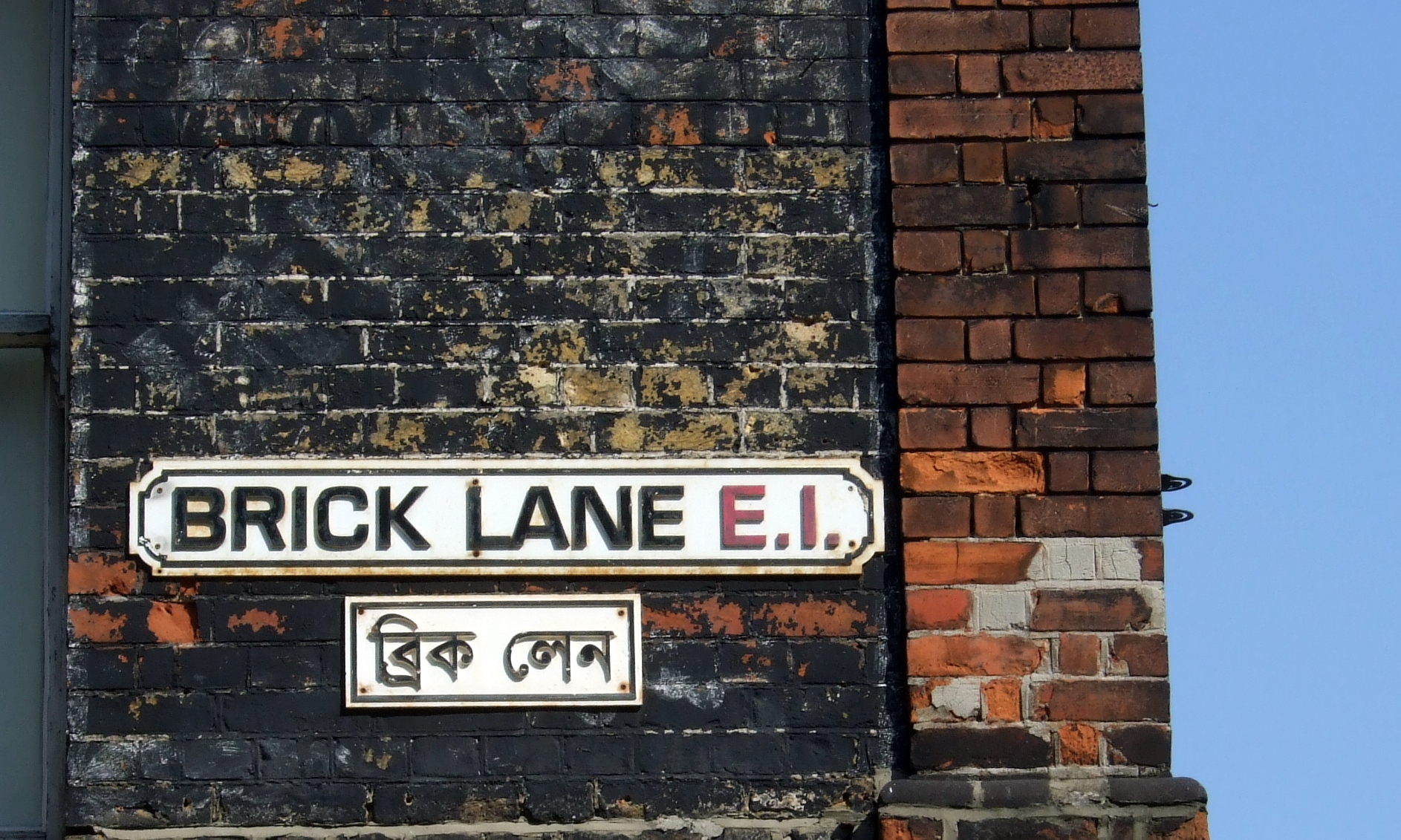
Un număr mare de bengalezi s-au stabilit în.

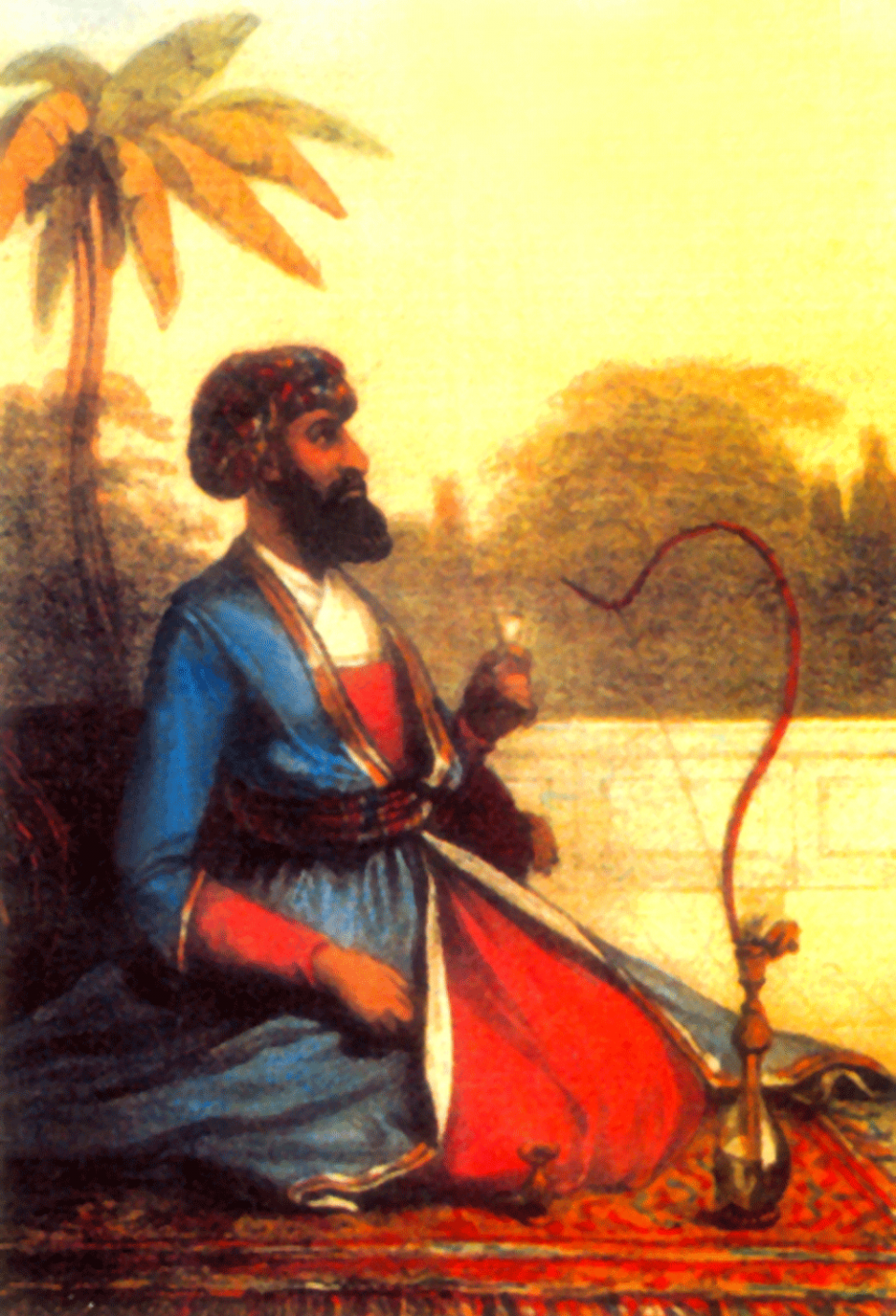
a fost primul bengalez și asiatic sudic educat care a călătorit în Europa.

Bengalezii constituie cel mai mare grup etnic din Bangladesh, cu aproximativ 98% din populația țării. Recensăminele efectuate în India nu recunosc existența grupurilor rasiale sau etnice, iar CIA Factbook a estimat că 100 de milioane de bengalezi trăiesc în India, constituind 7% din populația totală a țării. Pe lângă Bengalul de Vest, bengalezii formează majoritatea demografică în Valea Barak din Assam și Assamul de Jos, precum și în unele părți din Manipur. Statul Tripura, precum și teritoriul unional al Insulelor Andaman și Nicobar, care se află în Golful Bengal, adăpostesc, de asemenea, o populație majoritar bengaleză, dintre care cea mai mare parte este formată din descendenți ai hindușilor din Bengalul de Est (acum Bangladesh) care au migrat acolo în urma Împărțirii Indiei din 1947.:3–4 Migrația bengaleză către Arhipelagul Indian a fost stimulată, de asemenea, de Planurile de colonizare finanțate de Guvernul Indiei.
Descendenți etnici bengalezi și comunități de imigranți se găsesc în principal în alte părți ale subcontinentului, în Orientul Mijlociu și în țările occidentale. Populații substanțiale de imigranți bengalezi există în Arabia Saudită, Pakistan și Regatul Unit, unde formează comunități stabile de peste 1 milion de persoane. Majoritatea diasporei bengaleze de peste mări este alcătuită în principal din musulmani, deoarece navigarea pe mare era interzisă în mod tradițional în hinduism, fiind considerată un tabu cunoscut sub numele de kala pani (apă neagră/murdară).
Islamizarea poporului bengalez a creat o legătură cu Peninsula Arabică, deoarece musulmanilor li se cere să viziteze Mecca cel puțin o dată în viață pentru a face pelerinajul Hajj. Mai mulți sultani bengalezi au finanțat instituții islamice din Hejaz, care au devenit cunoscute popular de arabi drept Bangali Madaris⁠(d). Nu se știe când au început să se stabilească bengalezii în țările arabe, deși un exemplu timpuriu este cel al profesorului lui Haji Shariatullah⁠(d), Mawlana Murad⁠(d), care locuia permanent în orașul Mecca la începutul anilor 1800. Printre personalitățile de origine bengaleză care trăiesc în Orientul Mijlociu se numără Zohurul Hoque⁠(d), un traducător al Coranului care a locuit în Oman, precum și familia prințesei Sarvath al-Hassan, care este soția prințului iordanian Hassan bin Talal.
Cele mai vechi atestări ale prezenței bengalezilor pe continentul european datează din timpul domniei regelui George al III-lea al Angliei în secolul al XVIII-lea. Un astfel de exemplu este I'tisam-ud-Din⁠(d), un cleric musulman bengalez din districtul Nadia al Bengalului de vest, care a sosit în Europa în 1765, împreună cu servitorul său, Muhammad Muqim, ca diplomat al Imperiului Mogul. Un alt exemplu din această perioadă este cel al hookah-bardar-ului (servitor/pregătitor de narghilea) lui James Achilles Kirkpatrick⁠(d), despre care s-a spus că l-ar fi înșelat și jefuit pe Kirkpatrick, călătorind apoi în Anglia și prezentându-se drept Prințul de Sylhet. Bărbatul, originar probabil din provincia Sylhet din estul Bengalului, a fost așteptat de prim-ministrul Marii Britanii William Pitt cel Tânăr, apoi a luat masa cu ducele de York, înainte de a se prezenta în fața regelui. Astăzi, britanicii proveniți din Bangladesh sunt o comunitate naturalizată în Regatul Unit, care deține 90% dintre toate restaurantele cu produse culinare din Asia de Sud și formează numeroase enclave etnice în toată țara, dintre care cea mai proeminentă este Banglatown⁠(d) din East London

## Limba

Dialectele regionale formează unul dintre factorii determinanți ai stratificării sociale a bengalezilor.

O caracteristică importantă și unificatoare a bengalezilor este faptul că majoritatea lor folosesc bengaleza ca limbă maternă, despre care se crede că aparține familiei de limbi indo-iraniene. Cu aproximativ 226 de milioane de vorbitori nativi și aproximativ 300 de milioane de vorbitori în întreaga lume, bengaleza este una dintre cele mai vorbite limbi, fiind situată pe locul șase în lume, și este, de asemenea, folosită ca lingua franca și de alte triburi și grupuri etnice care trăiesc în regiunea Bengal și în jurul ei. Bengaleza este scrisă în general în alfabetul bengalez și a evoluat în jurul anilor 1000–1200 d.Hr. din limba Magadhi Prakrit⁠(d), având astfel asemănări cu unele limbi antice, cum ar fi pali. Limbile moderne cele mai înrudite cu bengaleza sunt unele limbi indo-ariene estice, cum ar fi limbile assameză, odia și bihari. Deși bengaleza a împrumutat în trecut cuvinte din limbi precum persana și sanscrita, împrumuturile moderne provin în principal din limba engleză.
Astăzi sunt folosite forme diverse ale limbii, care constituie o forță importantă pentru coeziunea bengaleză. Aceste forme distincte pot fi împărțite în trei categorii. Prima este bengaleza clasică (সাধু ভাষা Śadhu Bhaśa), care a fost o formă istorică limitată la uzul literar până la sfârșitul stăpânirii britanice. A doua este bengaleza standard (চলিত ভাষা Čôlitô Bhaśa sau শুদ্ধ ভাষা Śuddho Bhaśa), care este forma literară modernă și se bazează pe dialectele regiunii divizate Nadia (împărțite între districtele Nadia și Kushtia). Ea este folosită astăzi în scris și în vorbirea formală, de exemplu în discursurile pregătite, în unele emisiuni radio și în conținutul media literar. A treia și cea mai vastă categorie după numărul vorbitorilor este bengaleza colocvială (আঞ্চলিক ভাষা Añčôlik Bhaśa sau কথ্য ভাষা Kôththô Bhaśa), care se referă la limbajul vorbit informal ce variază în funcție de dialect de la o regiune la alta.

## Religie
| Religiile bengalezilor | Religiile bengalezilor | Religiile bengalezilor | Religiile bengalezilor | Religiile bengalezilor |
| ---------------------- | ---------------------- | ---------------------- | ---------------------- | ---------------------- |
| Religii                |                        |                        | Procent                |                        |
| Islam                  | Islam                  |                        | 71%                    | 71%                    |
| Hinduism               | Hinduism               |                        | 28%                    | 28%                    |
| Altele                 | Altele                 |                        | 1%                     | 1%                     |

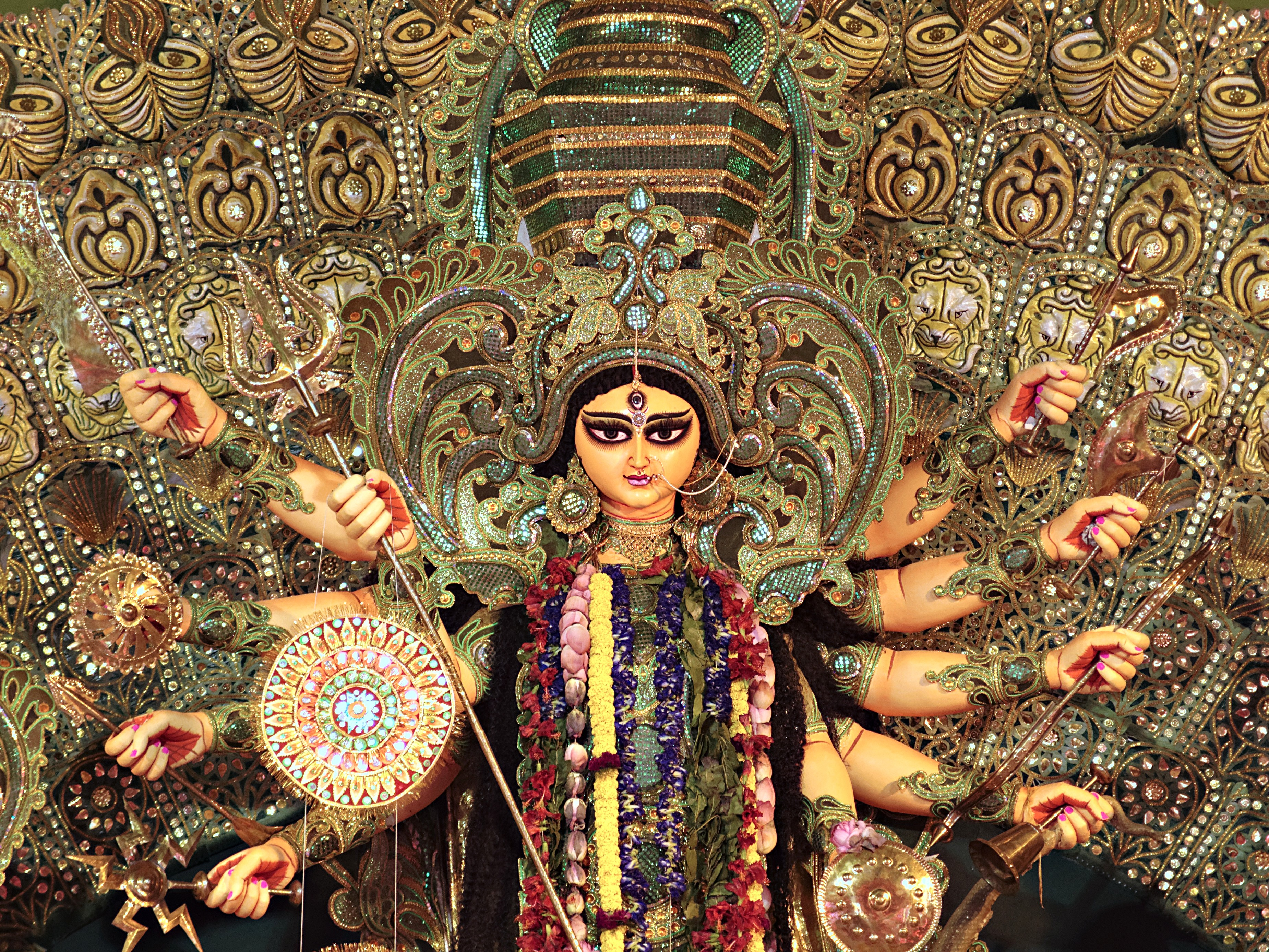
Festivalul din Kolkata.

Principalele religii practicate în Bengal sunt islamul și hinduismul. Mai mult de două treimi dintre toți bengalezii sunt musulmani. Marea majoritate urmează ramura sunită, dar există și o mică minoritate șiită. Musulmanii formează o majoritate de 90,4% din populația bengaleză a Bangladeshului și o minoritate de 30% dintre populația bengaleză a Indiei. În Bengalul de Vest, bengalezii musulmani formează o majoritate de 66,88% în districtul Murshidabad, fostul reședință a nababilor șiiți din Bengal, o majoritate de 51,27% în districtul Malda, care conține fostele capitale ale Sultanatului sunit Bengal și, de asemenea, numără peste 5.487.759 de locuitori în districtul 24 Parganas.
Mai puțin de o treime din toți bengalezii sunt hinduși (care urmează predominant shaktismul și vaishnavismul) și, potrivit raportului recensământului din 2011, formează o majoritate de 70,54% din populația Bengalului de Vest, o majoritate de 60% din populația statului Tripura din nord-estul Indiei, 50% din populația regiunii Valea Barak din Assamul de Sud, 30% din populația insulelor Andaman și Nicobar, 9% din populația statului Jharkhand din estul Indiei și o minoritate de 8,54% din populația Bangladeshului. În Bangladesh, hindușii sunt concentrați în principal în diviziunea Sylhet, unde reprezintă 17,8% din populație, și în diviziunea Chittagong, unde numără peste 3 milioane. Hindușii formează majorități în regiunile Dacope Upazila⁠(d) (56,41%), Kotalipara Upazila⁠(d) (51,69%) și Sullah Upazila⁠(d) (51,22%). În ceea ce privește populația, Bangladeshul este a treia țară cu cea mai numeroasă populație hindusă din lume, imediat după India și Nepal. Populația hindusă totală din Bangladesh depășește populația mai multor țări cu majoritate musulmană, cum ar fi Yemen, Iordania, Tadjikistan, Siria, Tunisia, Oman și altele. De asemenea, populația hindusă totală din Bangladesh este aproximativ egală cu populația totală a Greciei și Belgiei. Bengalezii hinduși venerează și zeități regionale.
Alte grupuri religioase bengaleze sunt budiștii (care cuprind aproximativ 1% din populația Bangladeshului) și creștinii. Un număr mare de bengalezi creștini sunt descendenți ai navigatorilor portughezi. Cea mai mare parte a budiștilor bengalezi aparțin grupului etnic barua vorbitor de bengaleză, care locuiește în statele Chittagong și Rakhine ale Bangladeshului.